# Europarlamentari della Svezia della IV legislatura
Gli europarlamentari della Svezia della IV legislatura, eletti in occasione delle elezioni europee del 1995, furono i seguenti.

## Composizione storica
| Europarlamentare         | Lista                                              | Gruppo |
| ------------------------ | -------------------------------------------------- | ------ |
| Birgitta Ahlqvist        | Partito Socialdemocratico dei Lavoratori di Svezia | PSE    |
| Jan Andersson            | Partito Socialdemocratico dei Lavoratori di Svezia | PSE    |
| Staffan Burenstam Linder | Partito Moderato                                   | PPE    |
| Gunilla Carlsson         | Partito Moderato                                   | PPE    |
| Hadar Cars               | Partito Popolare Liberale                          | ELDR   |
| Charlotte Cederschiöld   | Partito Moderato                                   | PPE    |
| Marianne Eriksson        | Partito della Sinistra                             | GUE    |
| Per Gahrton              | Partito Ambientalista i Verdi                      | GV     |
| Ulf Holm                 | Partito Ambientalista i Verdi                      | GV     |
| Anneli Hulthén           | Partito Socialdemocratico dei Lavoratori di Svezia | PSE    |
| Malou Lindholm           | Partito Ambientalista i Verdi                      | GV     |
| Hans Lindqvist           | Partito di Centro                                  | ELDR   |
| Maj-Lis Lööw             | Partito Socialdemocratico dei Lavoratori di Svezia | PSE    |
| Karl Erik Olsson         | Partito di Centro                                  | ELDR   |
| Inger Schörling          | Partito Ambientalista i Verdi                      | GV     |
| Jonas Sjöstedt           | Partito della Sinistra                             | GUE    |
| Per Stenmarck            | Partito Moderato                                   | PPE    |
| Jörn Svensson            | Partito della Sinistra                             | GUE    |
| Maj Britt Theorin        | Partito Socialdemocratico dei Lavoratori di Svezia | PSE    |
| Ivar Virgin              | Partito Moderato                                   | PPE    |
| Tommy Waidelich          | Partito Socialdemocratico dei Lavoratori di Svezia | PSE    |
| Sören Wibe               | Partito Socialdemocratico dei Lavoratori di Svezia | PSE    |

## Modifiche intervenute

### Partito Socialdemocratico dei Lavoratori di Svezia
- In data 06.10.1998 a Birgitta Ahlqvist subentra Veronica Palm.
- In data 06.10.1998 a Tommy Waidelich subentra Yvonne Sandberg-Fries.